# Human Resource Machine
Human Resource Machine je logická počítačová hra vytvořená společností Tomorrow Corporation. Hra byla vydaná pro Microsoft Windows, macOS, Wii U, Linux, iOS, Android  a Nintendo Switch. Poprvé byla uvedena na trh 15. října 2015. Human Resource Machine je navržena tak, aby se hráč naučil koncept blokového programování a algoritmizace v zábavné formě, čímž je vhodná jak pro začátečníky, tak pro zkušené programátory.

## Gameplay
Hráč se ve hře vžije do role zaměstnance velké fiktivní společnosti, ve které v každém levelu dostane zadanou práci od svého nadřízeného a pomocí jednoduchých příkazů musí za určitých podmínek přenést boxy označené čísly a písmeny z levého pásu na pravý pás, což značí vstup/výstup ve výpočetní technice. K dispozici má od určité úrovně na zemi několik polí, kde si může odložit boxy na později. Fungují tedy jako paměť. Pokud se to hráči povede a správně splní zadané požadavky, je povýšen a postupuje do dalšího roku, což v této hře značí další level. Hlavní postava postupně každým rokem stárne a věk je vizuálně na zaměstnanci vidět. Levely většinou mají několik způsobů, jak je lze rozmanitě vyřešit. Hráč se snaží nejen úkol splnit, ale zároveň ho provést co nejefektivněji za pomocí co nejmenšího počtu příkazů a co nejrychleji.
Hra začíná poměrně jednoduchými zadáními, ale postupně se každým levelem zvyšuje obtížnost pomocí komplexnějších úkolů a nových příkazů. Hráči se kromě algoritmizace a dovednosti řešení problémů učí rozdělit si komplexní úkoly do menších kroků, což je v programování stěžejní dovednost.
První level se skládá pouze ze dvou příkazů, ale celý programovací jazyk hry jich nakonec obsahuje 11, což sice nezní jako velké množství, jejich kombinací je možné vytvořit téměř jakýkoliv algoritmus na světě. Celkově ve hře existuje 42 levelů, z nichž některé jsou „Coffee Time“ levely, ve kterých ve skutečnosti hráč neřeší žádný problém, ale jen sleduje příběh hry.

## Příkazy ve hře
Programovací jazyk této hry je zjednodušen, aby byl srozumitelný i pro ty, kteří nemají předchozí zkušenosti s programováním. Obsahuje základní příkazy pro provádění logických a aritmetických operací. Human Resource Machine učí, jak programovat v procedurálním jazyce, tedy v jazyce, ve kterém se kód provádí ve stejném pořadím, v jakém byl napsán.
- Inbox: Příkaz pro čtení vstupů ze vstupního pásu (inboxu). Položky jsou znázorněny boxy.
- Outbox: Příkaz pro odeslání výstupu na výstupní pás (outbox).
- Jump: Umožňuje hráči skočit do jiné části programu na základě určitých podmínek, což umožňuje větvení a cyklení.
- Jump if zero: Umožňuje hráči skočit do jiné části programu, pokud pracuje s hodnotou nula.
- Jump if negative: Umožňuje hráči skočit do jiné části programu, pokud pracuje s negativní hodnotou.
- Copyfrom/Copyto: Umožňují hráči kopírovat data z jednoho paměťového slotu do druhého. Paměťové sloty slouží jako dočasné úložiště hodnot a v průběhu provádění programu se s nimi manipuluje.
- Add/Sub: Příkazy pro sčítání a odečítání umožňují hráči provádět aritmetické operace s daty, manipulovat s číselnými hodnotami, které jsou uložené v paměťových slotech.
- Bump: Tento příkaz umožňuje zvýšit nebo snížit uloženou hodnotu.

## Příběh
Zatímco hlavní postava pilně pracuje v kanceláři, na město postupně útočí armáda robotů, kteří nahrazují lidi. Když hráč dokončí poslední level, jeho nadřízení mu pogratulují a oznámí, že už není potřeba, jelikož jej nahradí počítač, který zvládne dělat veškerou práci za něj. Zaměstnanec následně vyjde z mrakodrapu, kde pracoval a na ulici probíhá válka mezi lidmi a roboty. Podle různých teorií zaměstnanec ve skutečnosti celou dobu vytvářel počítač, který ho nakonec sám nahradil.

## Pokračování
V srpnu 2018 vyšlo od Tomorrow Corporation pokračování Human Resource Machine s názvem 7 Billion Humans, které obsahuje podobné herní mechanismy, ale s důrazem na paralelní programovací koncepty.